# پوریتشانی
پوریتشانی (به چکی: Poříčany) یک منطقهٔ مسکونی در جمهوری چک است که در ناحیه کولین واقع شده‌است.